# Kleopatro do dzieła
Kleopatro do dzieła (Carry On Cleo) – brytyjska komedia filmowa w reżyserii Geralda Thomasa z 1964 roku. Powstała jako dziesiąty film z cyklu Cała naprzód i zarazem drugi spośród nich zrealizowany w kolorze. Stanowi parodię popularnego wówczas monumentalnego kina historycznego rodem z Hollywood.  

## Fabuła
Film jest luźno oparty na znanych wydarzeniach i postaciach z historii starożytnego Rzymu i starożytnego Egiptu, przy czym zgodność z faktami historycznymi nie była dla twórców zbyt ważna, do czego przyznają się na otwierającej film, żartobliwej planszy.
Juliusz Cezar powraca do Rzymu po trzyletniej nieobecności, w trakcie której podbił Galię, Iberię, Germanię i Brytanię. Jego wiernym druhem i zarazem faktycznym dowódcą wojska był podczas tej wyprawy Marek Antoniusz. W stolicy imperium zastaje wzburzenie na ulicach, Senat knujący przeciw niemu z inspiracji Brutusa, a w pałacu chorobliwie zazdrosną żonę i gderliwego teścia. Do Cezara docierają niepokojące wieści z Egiptu, gdzie toczy się walka o władzę między Ptolemeuszem a Kleopatrą. Wysyła tam Marka Antoniusza z misją poparcia Ptolemeusza i zmuszenia Kleopatry do abdykacji. Ponętna egipska królowa bez trudu uwodzi jednak rzymskiego generała i w efekcie to Ptolemeusz ginie, a ona zachowuje władzę. Namawia także Antoniusza, aby dokonał zamachu na Cezara i sięgnął po władzę w Rzymie. W efekcie, Antoniusz z Cezarem wybierają się w podróż do Egiptu, gdzie Cezar ma zostać zgładzony.
Ważną rolę w tej historycznej rozgrywce odgrywają dwaj Brytowie, ukazani jako stereotypowi jaskiniowcy (jeden z nich, tchórzliwy Hengist Pod, zajmuje się produkcją kwadratowych kół). Obaj zostają porwani przez Rzymian jako niewolnicy podczas podboju Brytanii. Silniejszy Horsa ratuje w Rzymie Cezara przed zamachowcami, lecz następnie ucieka, a dzięki temu  Hengist Pod zostaje uznany za wybawcę Cezara i zostaje prominentnym centurionem, dowódcą pretorian i najbardziej zaufanym żołnierzem Cezara. Przyjaciele ponownie spotykają się w Egipcie. Plan spiskowców zostaje pokrzyżowany i Cezar wraca do Rzymu, aby tam paść ofiarą historycznego zamachu pod przywództwem Brutusa.

## Obsada
- Kenneth Williams jako Juliusz Cezar
- Sid James jako Marek Antoniusz
- Amanda Barrie jako Kleopatra
- Kenneth Connor jako Hengist Pod (w polskiej wersji także Strąk)
- Jim Dale jako Horsa
- Joan Sims jako żona Cezara Kalpurnia
- Charles Hawtrey jako teść Cezara Seneka
- Julie Stevens jako Gloria
- Brian Oulton jako Brutus
- Tom Clegg jako osobisty strażnik Kleopatry
- Sheila Hancock jako Senna

## Produkcja
Podobnie jak wszystkie części serii Cała naprzód, film kręcony był przede wszystkim w Pinewood Studios w hrabstwie Buckinghamshire. Scenografia i część kostiumów zostały odkupione od producentów Kleopatry z 1963 roku, którzy początkowo planowali kręcić swój film w Wielkiej Brytanii, choć później zdjęcia zostały przeniesione do Włoch. I tak np. kostium noszony w filmie przez Sida Jamesa został pierwotnie wykonany dla Richarda Burtona.